# Андреев-Туркин, Михаил Михайлович
Михаи́л Миха́йлович Андре́ев-Ту́ркин (10 [22] сентября 1868, Таганрог — 23 февраля 1944, Таганрог) — русский краевед, общественный деятель. Стараниями Михаила Андреева-Туркина в Таганроге был открыт музей А. П. Чехова.

## Биография
Родился 10 сентября 1868 года по старому стилю в Таганроге в семье рыбопромышленника. В 1878 году поступил в Таганрогскую мужскую гимназию, которую после 7 класса был вынужден оставить и пойти работать. С 1886 по 1905 год занимался частным предпринимательством. С 1905 по 1917 год избирался членом управы. С 1905 по 1918 год работал заведующим финансовой частью земского союза. В 1919—1920 годах — заместитель председателя земского союза и заведующий финансовой частью. С 1920 по 1922 год — заведующий финансовой частью здравотдела.
В 1909 году стал заведующим Городским музеем имени А. П. Чехова. В конце 1909 года Андрееву-Туркину Высочайше было пожаловано звание личного почётного гражданина.
С 1923 по 1925 год работал в архиве комхоза по охране архивных материалов, председателем городской архивной комиссии. Целью создания архивной комиссии был сбор и сохранение уцелевших фондов прекративших свою деятельность учреждений города. В 1925 году с переходом Таганрога из УССР в РСФСР назначен уполномоченным по Главнауке в Таганроге. С 1925 по 1929 год работал заместителем заведующего Таганрогского архивного бюро, заведующим историческим архивом, архивистом-консультантом при исполкоме.
Музей Чехова хотели устроить в Таганроге ещё до революции, но у Городской управы не было средств, чтобы выкупить домик, в котором родился Чехов. Тогда, как частное лицо, его выкупил член городской управы Михаил Андреев-Туркин. Он и стал первым директором чеховских музеев в Таганроге. Считается, что именно Андреев-Туркин положил начало организации Чеховского заповедника в Таганроге.
Михаил Михайлович Андреев-Туркин был репрессирован, приговорён в 1938 году к 5 годам ссылки и сослан в казахские степи.
Умер 23 февраля 1944 года в Таганроге.
Реабилитирован посмертно Военной коллегией Верховного Суда СССР в 1989 году.